# Frontière entre l'Indiana et l'Ohio

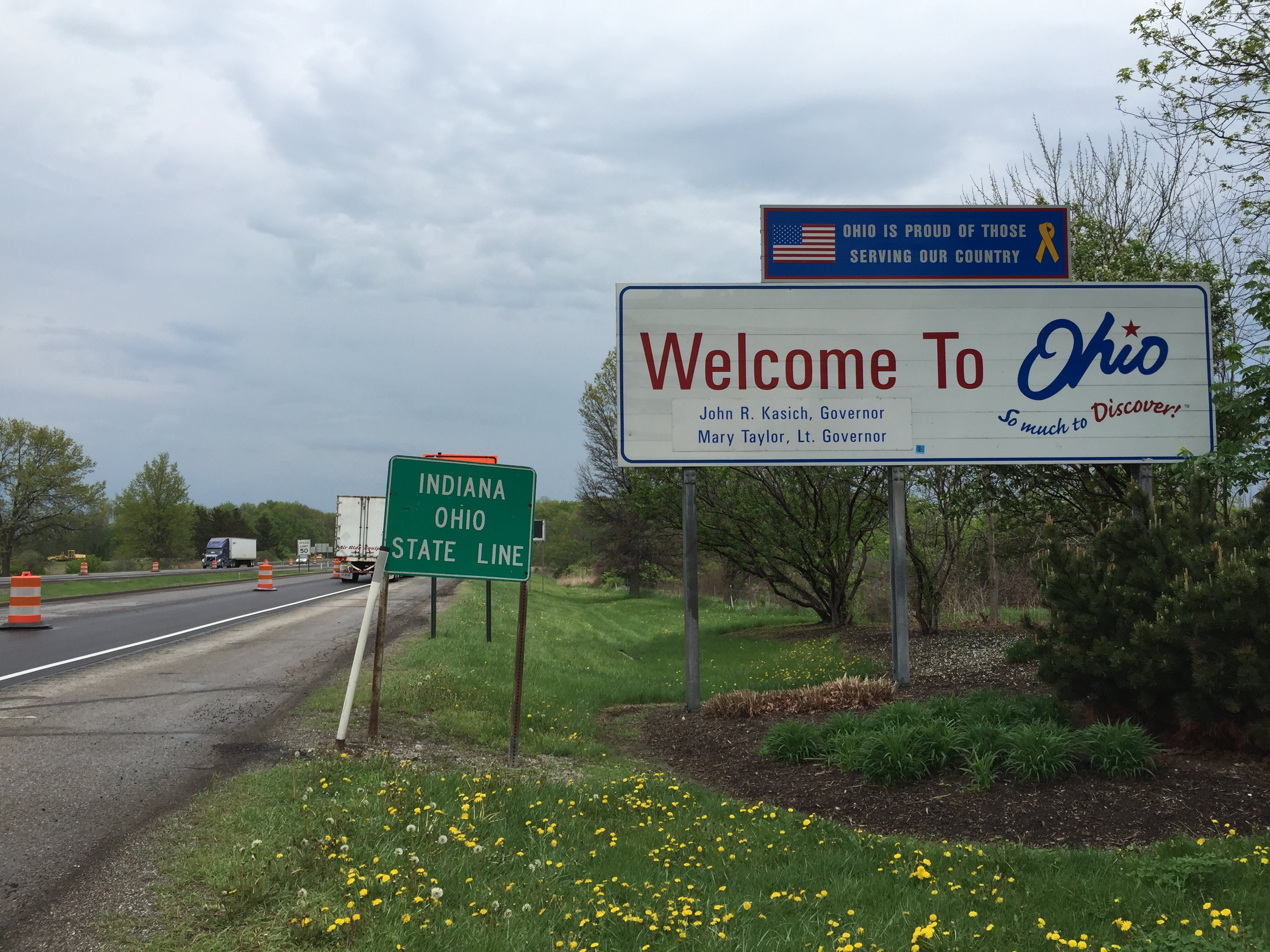
Entrée en Ohio depuis l'Indiana.

La frontière entre l'Ohio et l'Indiana est une frontière intérieure des États-Unis délimitant les territoires de l'Ohio à l'est et l'Indiana à l'ouest.
Son tracé rectiligne suit le méridien 84° 48′ 23″ longitude ouest, au nord-est de Clear Lake, partageant Long Lake en deux, et parcours près de 300 km jusqu'à la rivière Ohio qu'elle atteint au niveau de point de confluence avec la Great Miami River. Sur une grande partie de ce tracé, comme dans la plupart des États américains, la frontière est matérialisée par la route tout aussi rectiligne.